# 우구레 키플레 아메드
 우구레 키플레 아메드(Ougoureh Kifleh Ahmed, 1955년 11월 18일 ~ )는 지부티 육군 준장 예편한 지부티의 행정관료 겸 외교관이며 각료급 정치인이다.

## 생애

### 관료 직위
1974년 지부티 육군사관후보생 임관하여 20년간을 복무하였고 1994년 지부티 육군 준장 예편한 그는 1996년 지부티 진보인민연합 최고위원을 지낸 이후 1999년에서 2011년까지 지부티 국방부 장관을 역임하였다.